# Німецько-швейцарські відносини
Дипломатичні стосунки(відносини) між Німеччиною та Швейцарією є найтіснішими у Швейцарії. Між Швейцарією та Німеччиною; а між Швейцарією та Європейським Союзом (ЄС), членом якого є Німеччина, існує понад 200 угод. Швейцарія також є частиною Шенгенської зони ЄС, яка скасовує міжнародні кордони між державами Шенгенської зони.
Німеччина є найважливішим торговим партнером Швейцарії: третина всього імпорту до Швейцарії надходить з Німеччини (більше, ніж наступні чотири торгові партнери Швейцарії разом узяті). Швейцарія також є третім за величиною іноземним інвестором у Німеччині (після інших країн ЄС і Сполучених Штатів), і швейцарські компанії також надають роботу 260 000 людей у Німеччині. Німеччина є п'ятим за величиною інвестором у Швейцарії, і німецькі компанії надають роботу 94 000 людей у Швейцарії.
Вони також є найбільшою групою іноземних відвідувачів, а Швейцарія є найпопулярнішим місцем еміграції для німців. Німецьке населення Швейцарії є другою за чисельністю іноземною групою (після італійців), а кількість швейцарців, які проживають у Німеччині, зросла на 11% до 76 000. Багато з цих емігрантів є висококваліфікованими професіоналами, наприклад, викладачами університетів.
Вони мають спільний кордон і спільну мову (німецька є однією з чотирьох офіційних мов Швейцарії). Понад 44 000 німців щодня перетинають кордон, і існує міцне транскордонне співробітництво, зокрема на Верхньому Рейні та Боденському озері. Однак стосунки погіршуються через невирішені податкові питання та німецькі обмеження на польоти до Цюриху.

## Постійні дипломатичні представництва
- Німеччина має посольство в Берні.
- Швейцарія має посольство в Берліні та генеральні консульства у Франкфурті, Мюнхені та Штутгарті.